# Leichtathletik-Weltmeisterschaften 2022/Kugelstoßen der Frauen

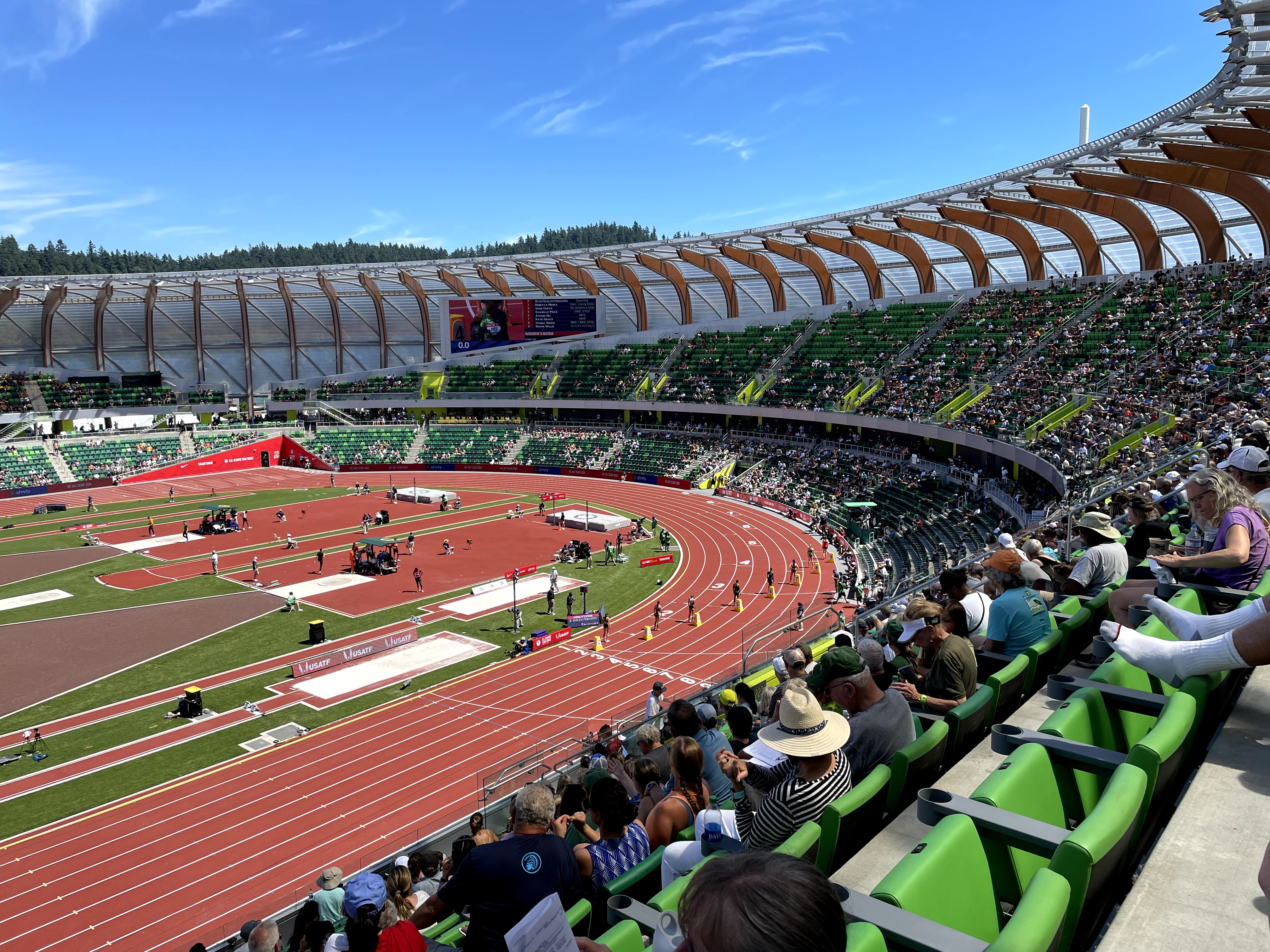
Das Stadion New Hayward Field im Jahr 2021

Das Kugelstoßen der Frauen bei den Leichtathletik-Weltmeisterschaften 2022 wurde am 15. und 16. Juli 2022 im Hayward Field der Stadt Eugene in den Vereinigten Staaten ausgetragen.
Weltmeisterin wurde die US-Amerikanerin Chase Ealey. Sie gewann vor der Chinesin Gong Lijiao, die in den Jahren zuvor bereits viele Erfolge zu verzeichnen hatte. Unter anderem war sie zweifache Weltmeisterin (2017/2019) und hatte im Vorjahr Olympiagold gewonnen. Bronze ging an die Niederländerin Jessica Schilder.

## Rekorde

### Bestehende Rekorde
| Weltrekord | 22,63 m | Natalja Lissowskaja | Moskau, Sowjetunion (heute Russland) | 7. Juni 1987      |
| WM-Rekord  | 21,24 m | Natalja Lissowskaja | WM 1987 Rom, Italien                 | 5. September 1987 |
| WM-Rekord  | 21,24 m | Valerie Adams       | WM 2011 Daegu, Südkorea              | 29. August 2011   |

Der bestehende WM-Rekord wurde bei diesen Weltmeisterschaften nicht erreicht. Die größte Weite erzielte die US-amerikanische Weltmeisterin Chase Ealey mit 20,49 m im ersten Durchgang des Finales. Zum Meisterschaftsrekord fehlten ihr damit 75 Zentimeter, zum Weltrekord 2,14 m.

### Rekordverbesserung
Es gab einen neuen Landesrekord, der dann noch einmal egalisiert wurde:

19,77 m – Jessica Schilder (Niederlande), Finale am 16. Juli, zweiter und fünfter Versuch

## Legende
Kurze Übersicht zur Bedeutung der Symbolik – so üblicherweise auch in sonstigen Veröffentlichungen verwendet:
| – | verzichtet |
| x | ungültig   |

## Qualifikation
15. Juli 2022, 17:04 Uhr Ortszeit (16. Juli 2022, 2:04 Uhr MESZ)
29 Teilnehmerinnen traten in zwei Gruppen zur Qualifikationsrunde an. Zehn von ihnen (hellblau unterlegt) übertrafen die Qualifikationsweite für den direkten Finaleinzug von 18,90 m. Damit war die Mindestzahl von zwölf Finalteilnehmerinnen nicht erreicht. Das Finalfeld wurde mit den zwei nächstplatzierten Sportlerinnen (hellgrün unterlegt) auf zwölf Wettbewerberinnen aufgefüllt. So reichten für die Finalteilnahme schließlich 18,57 m. Diese Weite hatten auf den Rängen zwölf und dreizehn zwei Teilnehmerinnen – die Schwedin Axelina Johansson und die Deutsche Katharina Maisch – erreicht. Axelina Johansson setzte sich mit dem besseren zweit weitesten Stoß (18,50 m) gegenüber Katharina Maisch (17,84 m) durch.

### Gruppe A

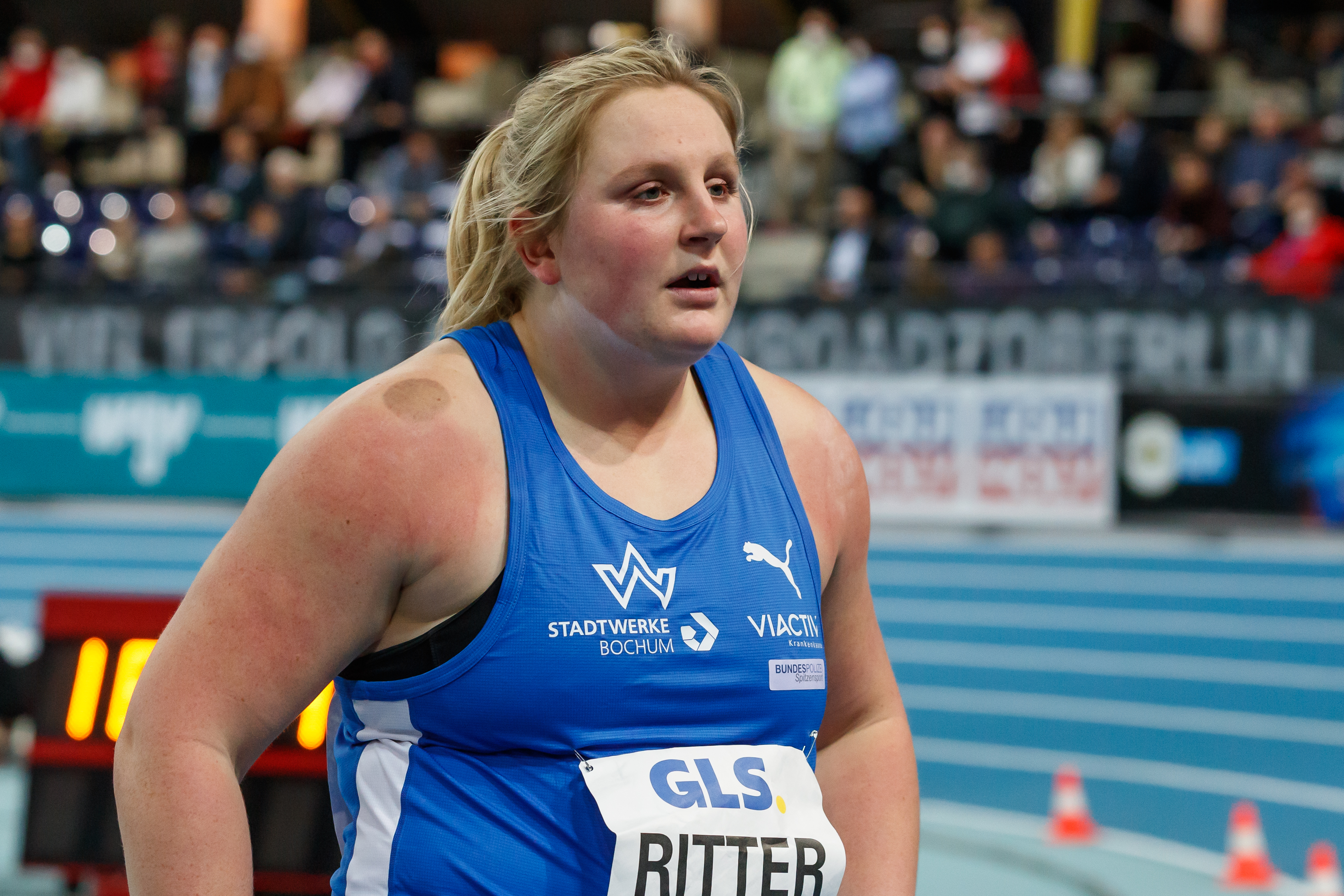
Julia Ritter – ausgeschieden mit 18,22 m
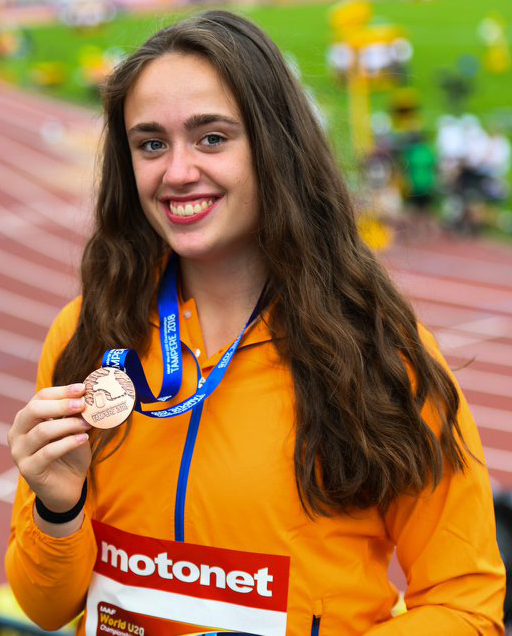
Jorinde van Klinken – ausgeschieden mit 18,19 m

| Platz | Name                | Nation              | Resultat (m) | 1. Versuch (m) | 2. Versuch (m) | 3. Versuch (m) |
| 1     | Auriol Dongmo       | Portugal            | 19,38        | 19,38          | –              | –              |
| 2     | Song Jiayuan        | Volksrepublik China | 19,08        | 18,33          | 19,08          | –              |
| 3     | Maddison-Lee Wesche | Neuseeland          | 18,96        | 18,64          | 18,60          | 18,96          |
| 4     | Magdalyn Ewen       | USA                 | 18,96        | 17,14          | 17,58          | 18,96          |
| 5     | Fanny Roos          | Schweden            | 18,72        | 18,53          | 18,72          | 18,41          |
| 6     | Adelaide Aquilla    | USA                 | 18,33        | x              | 18,18          | 18,33          |
| 7     | Julia Ritter        | Deutschland         | 18,22        | 18,22          | x              | x              |
| 8     | Jorinde van Klinken | Niederlande         | 18,19        | 18,02          | 18,19          | x              |
| 9     | Lloydricia Cameron  | Jamaika             | 17,65        | 17,65          | x              | x              |
| 10    | Zhang Linru         | Volksrepublik China | 17,54        | 16,73          | x              | 17,54          |
| 11    | Benthe König        | Niederlande         | 17,51        | 17,30          | 17,25          | 17,51          |
| 12    | Amelia Strickler    | Großbritannien      | 17,40        | 16,16          | 16,31          | 17,40          |
| 13    | Dimitriana Bezede   | Moldau              | 16,99        | x              | 16,99          | x              |
| 14    | Lívia Avancini      | Brasilien           | 16,13        | 15,87          | 16,01          | 16,13          |

### Gruppe B

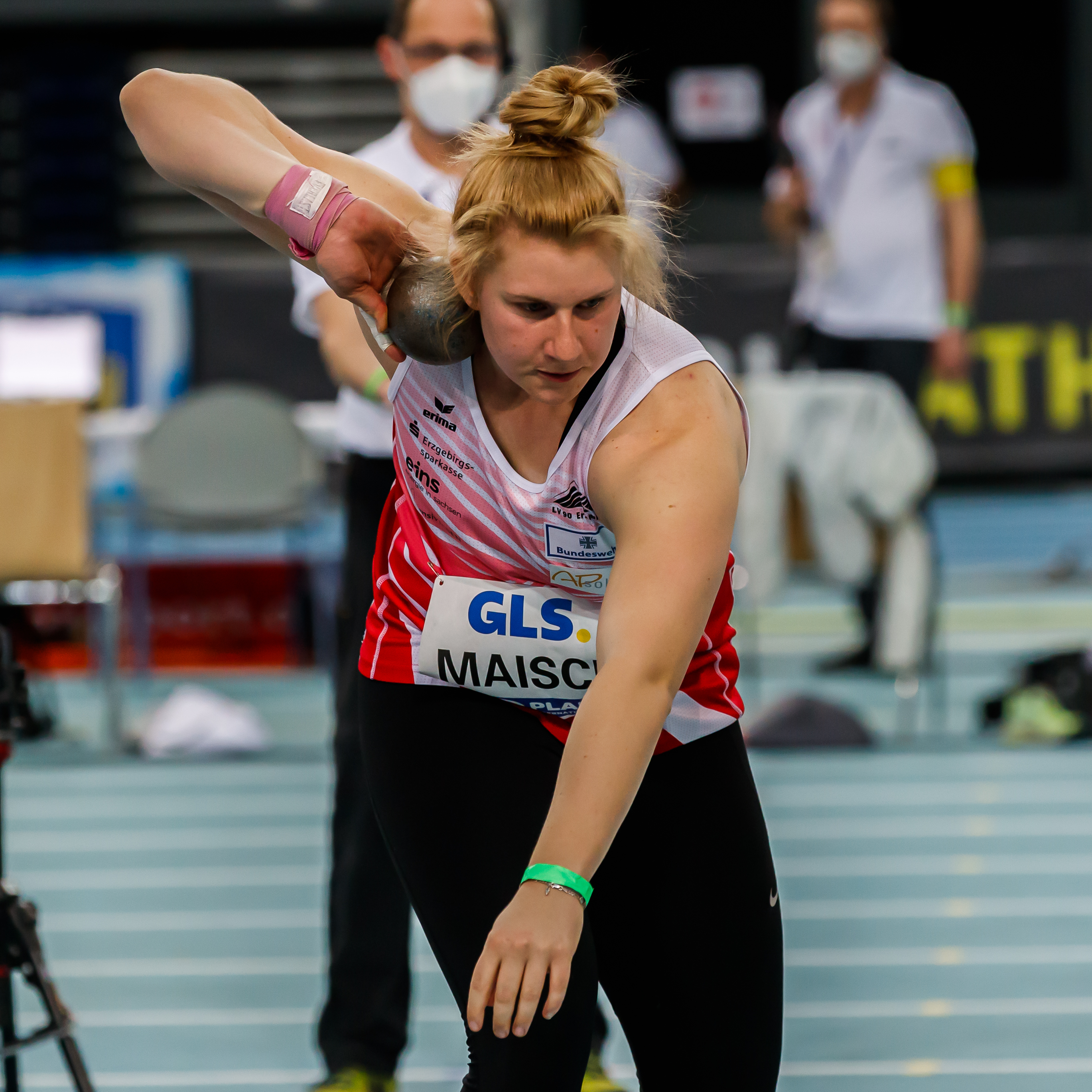
Katharina Maisch – ausgeschieden mit 18,57 m

| Platz | Name                | Nation              | Resultat (m) | 1. Versuch (m) | 2. Versuch (m) | 3. Versuch (m) |
| 1     | Gong Lijiao         | Volksrepublik China | 19,51        | 18,74          | 19,51          | –              |
| 2     | Sarah Mitton        | Kanada              | 19,38        | 18,16          | 19,38          | –              |
| 3     | Jessica Schilder    | Niederlande         | 19,16        | 19,16          | –              | –              |
| 4     | Danniel Thomas-Dodd | Jamaika             | 19,09        | 19,09          | –              | –              |
| 5     | Jessica Woodard     | USA                 | 19,08        | 17,80          | 17,74          | 19,08          |
| 6     | Chase Ealey         | USA                 | 18,96        | 18,96          | –              | –              |
| 7     | Axelina Johansson   | Schweden            | 18,57        | 17,47          | 18,57          | 18,50          |
| 8     | Katharina Maisch    | Deutschland         | 18,57        | 17,84          | x              | 18,57          |
| 9     | Jéssica Inchude     | Portugal            | 18,01        | 17,39          | 17,65          | 18,01          |
| 10    | María Belén Toimil  | Spanien             | 17,48        | x              | 16,75          | 17,48          |
| 11    | Sophie McKinna      | Großbritannien      | 17,21        | 17,21          | 16,77          | 17,13          |
| 12    | Portious Warren     | Trinidad und Tobago | 16,65        | x              | x              | 16,65          |
| 13    | Ana Caroline Silva  | Brasilien           | 16,58        | x              | 16,58          | x              |
| 14    | Ivana Gallardo      | Chile               | 16,20        | 15,64          | 16,20          | 15,36          |
| 15    | Ischke Senekal      | Südafrika           | 15,40        | x              | x              | 15,40          |

## Finale
16. Juli 2022, 18:25 Uhr Ortszeit (17. Juli 2022, 3:25 Uhr MESZ)
| Platz | Name                | Nation              | Resultat (m) | 1. Versuch (m) | 2. Versuch (m) | 3. Versuch (m) | 4. Versuch (m)                              | 5. Versuch (m)                              | 6. Versuch (m)                              |
| 1     | Chase Ealey         | USA                 | 20,49        | 20,49          | 19,82000       | x              | 20,07                                       | 19,650000                                   | x                                           |
| 2     | Gong Lijiao         | Volksrepublik China | 20,39        | 19,58          | 19,84000       | 20,23          | 20,08                                       | 20,390000                                   | 19,89                                       |
| 3     | Jessica Schilder    | Niederlande         | 19,77 NR     | x              | 19,77 NR       | x              | 19,53                                       | 19,77 NRe                                   | x                                           |
| 4     | Sarah Mitton        | Kanada              | 19,77        | 18,78          | 19,18000       | 19,04          | x                                           | 19,060000                                   | 19,77                                       |
| 5     | Auriol Dongmo       | Portugal            | 19,62        | 19,44          | 19,62000       | 19,38          | x                                           | 19,390000                                   | 19,54                                       |
| 6     | Song Jiayuan        | Volksrepublik China | 19,57        | 19,21          | 19,06000       | x              | 19,49                                       | 19,570000                                   | x                                           |
| 7     | Maddison-Lee Wesche | Neuseeland          | 19,50        | 18,32          | 19,06000       | 18,56          | 18,81                                       | 18,360000                                   | 19,50                                       |
| 8     | Jessica Woodard     | USA                 | 18,67        | x              | x000           | 18,67          | x                                           | 18,630000                                   | x                                           |
| 9     | Magdalyn Ewen       | USA                 | 18,64        | 18,08          | 18,26000       | 18,64          | nicht im Finale der besten acht Athletinnen | nicht im Finale der besten acht Athletinnen | nicht im Finale der besten acht Athletinnen |
| 10    | Danniel Thomas-Dodd | Jamaika             | 18,29        | x              | 18,29000       | x              | nicht im Finale der besten acht Athletinnen | nicht im Finale der besten acht Athletinnen | nicht im Finale der besten acht Athletinnen |
| 11    | Fanny Roos          | Schweden            | 18,27        | 18,27          | 18,22000       | x              | nicht im Finale der besten acht Athletinnen | nicht im Finale der besten acht Athletinnen | nicht im Finale der besten acht Athletinnen |
| 12    | Axelina Johansson   | Schweden            | 17,60        | 17,21          | 17,60000       | 17,25          | nicht im Finale der besten acht Athletinnen | nicht im Finale der besten acht Athletinnen | nicht im Finale der besten acht Athletinnen |

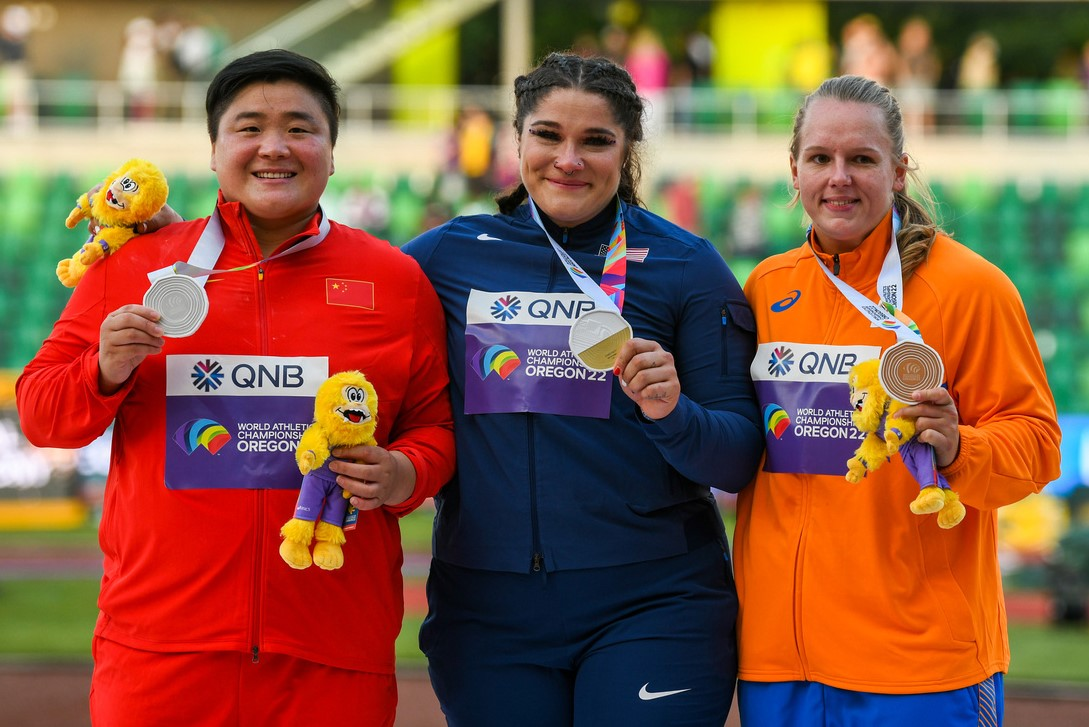
Die Medaillengewinnerinnen von Eugene (v. l. n. r.): Gong Lijiao, Chase Ealey, Jessica Schilder

Der Wettbewerb entwickelte sich an der Spitze zu einem spannenden Kampf um Gold und Silber zwischen der US-Amerikanerin Chase Ealey und der unter anderem als zweifache Weltmeisterin (2017/2019) und aktuelle Olympiasiegerin hochdekorierten Chinesin Gong Lijiao. Diese beiden Athletinnen lagen mit Weiten von über zwanzig Metern deutlich vor ihren Konkurrentinnen. Auch um die Bronzemedaille gab es dahinter eine im Ausgang äußerst enge Auseinandersetzung zwischen mehreren Wettbewerberinnen.
Gleich mit ihrem ersten Stoß auf 20,49 m machte Ealey klar, dass der Sieg nur über sie gehen konnte. Gong hatte mit 19,58 m einen zunächst großen Rückstand. Auf den Plätzen drei und vier folgten die Portugiesin Auriol Dongmo mit 19,44 m und die Chinesin Song Jiayuan (19,21 m).
In Runde zwei gelang Gong mit 19,84 m eine erste Steigerung. Jessica Schilder brachte sich nun mit neuem niederländischen Rekord von 19,77 m auf den dritten Rang. Dongmo verbesserte sich als Vierte auf 19,62 m und die Kanadierin Sarah Mitton kletterte mit 19,18 m auf den sechsten Platz. Knapp dahinter folgte hier die Neuseeländerin Maddison-Lee Wesche (19,09 m). Auf den Positionen gab es in der nachfolgenden dritten Versuchsreihe keine Änderungen. Aber Gong gelang mit 20,23 m eine erste Weite jenseits von zwanzig Metern, zu Gold fehlten ihr noch 26 Zentimeter.
Mit ihren vierten Stößen übertrafen sowohl Gong (20,08 m) als auch Ealey (20,07 m) die 20-Meter-Marke, was an den Platzierungen jedoch nichts änderte. Dies galt auch für die Weitensteigerung von Song auf 19,49 m, die damit Fünfte blieb. Diesen Rang behielt sie zunächst auch mit einer weiteren Verbesserung auf 19,57 m in Durchgang fünf. In dieser fünften Runde näherte sich Gong der führenden Ealey mit ihrer Weite von 20,39 m bis auf zehn Zentimeter. Schilder egalisierte jetzt mit 19,77 m noch einmal ihren zuvor aufgestellten Landesrekord.
Auf den Rängen eins und zwei tat sich im abschließenden Durchgang nichts mehr. Im Kampf um Bronze wurde es jedoch noch einmal ganz eng. Mitton erreichte mit 19,77 m exakt dieselbe Weite wie die drittplatzierte Niederländerin, die mit ihrem zweitbesten Versuch von ebenfalls 19,77 m jedoch Dritte blieb.
So wurde Chase Ealey neue Weltmeisterin. Gong errang wie schon 2015 die Silbermedaille. Für Jessica Schilder, die zweimal niederländischen Rekord gestoßen hatte, gab es Bronze. Weitengleich musste sich Sarah Mitton mit Rang vier zufriedengeben. Auch die fünftplatzierte Auriol Dongmo lag mit fünfzehn Zentimetern Abstand auf Schilders und Mittons 19,77 m nicht weit zurück. Song Jiayuan wurde Sechste, ihr fehlten zwanzig Zentimeter auf den Bronzerang. Nur sieben weitere Zentimeter dahinter belegte Maddison-Lee Wesche den siebten Platz.

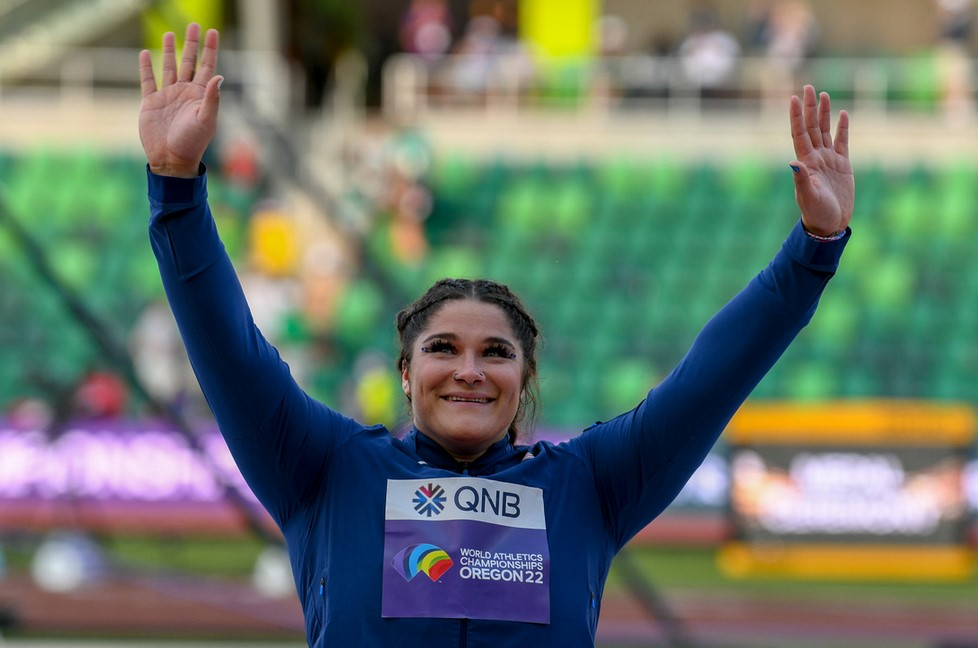
Weltmeisterin Chase Ealey
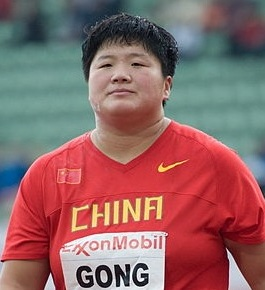
Vizeweltmeisterin Gong Lijiao
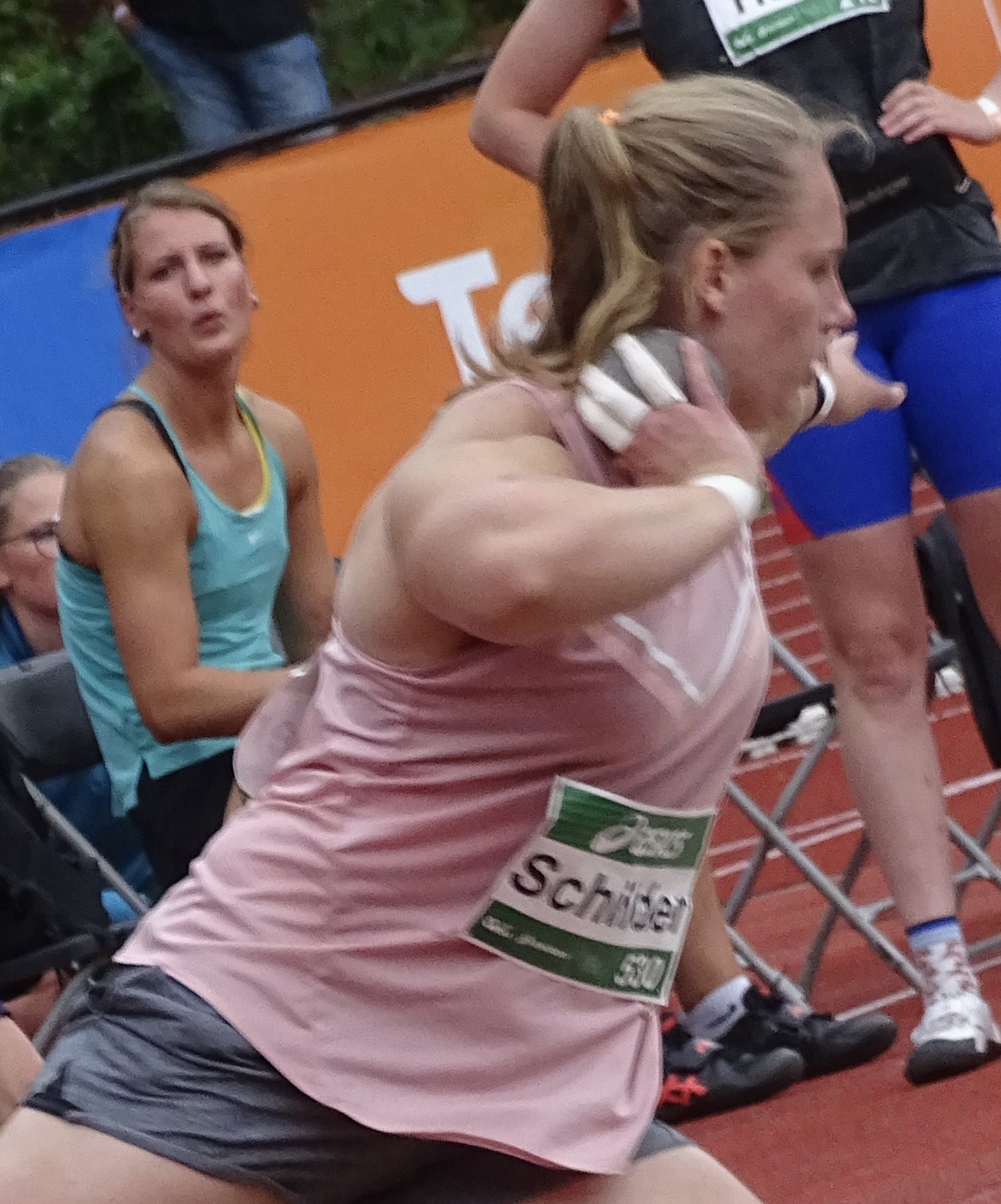
Bronzemedaillengewinnerin Jessica Schilder

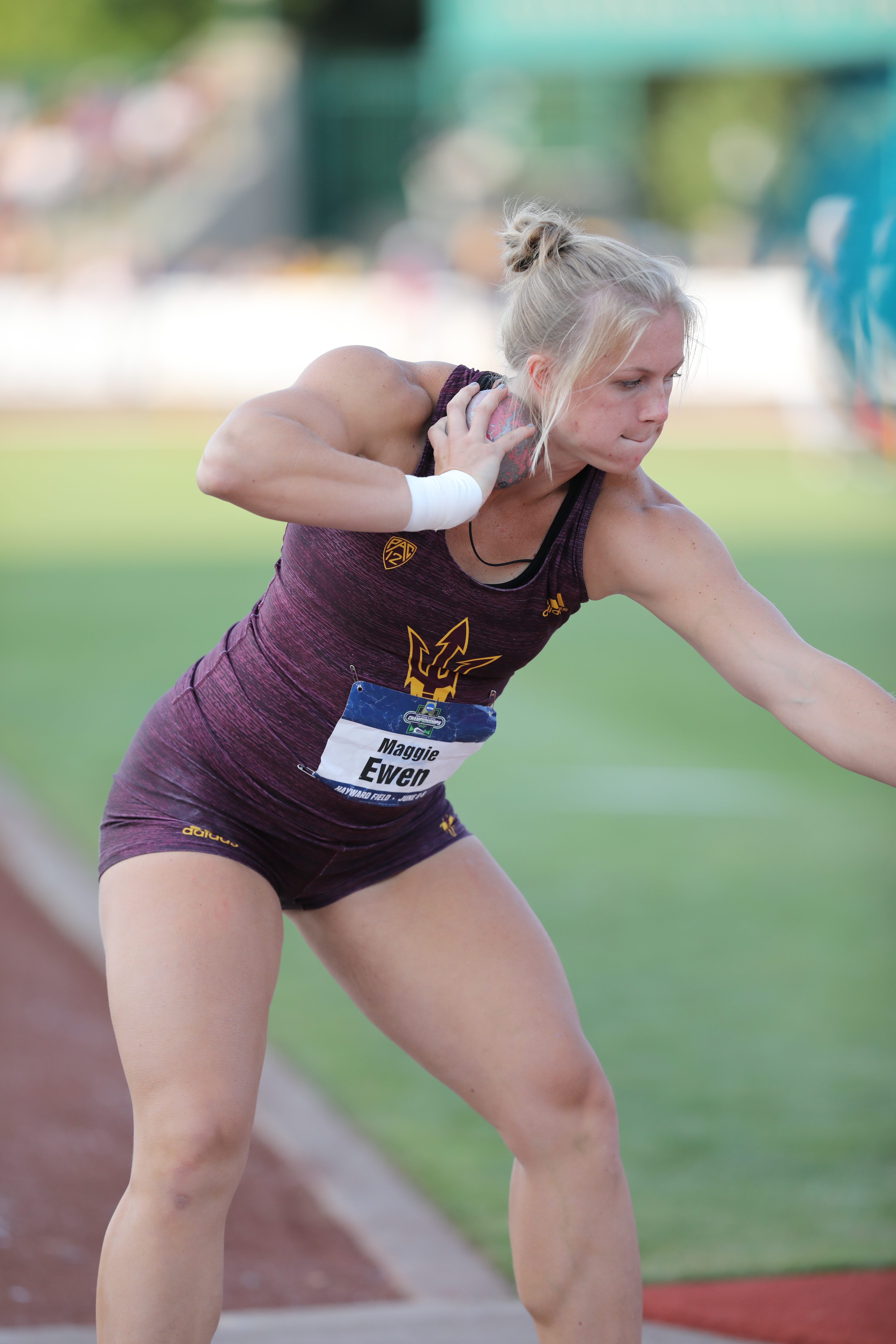
Die neuntplatzierte Magdalyn Ewen
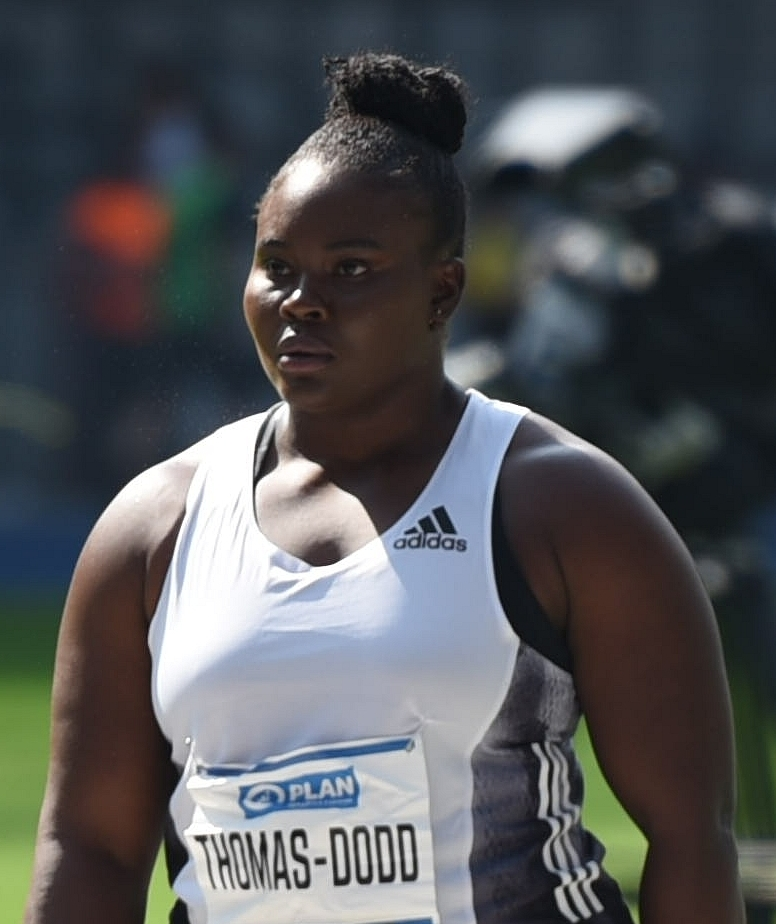
Danniel Thomas-Dodd belegte Rang zehn
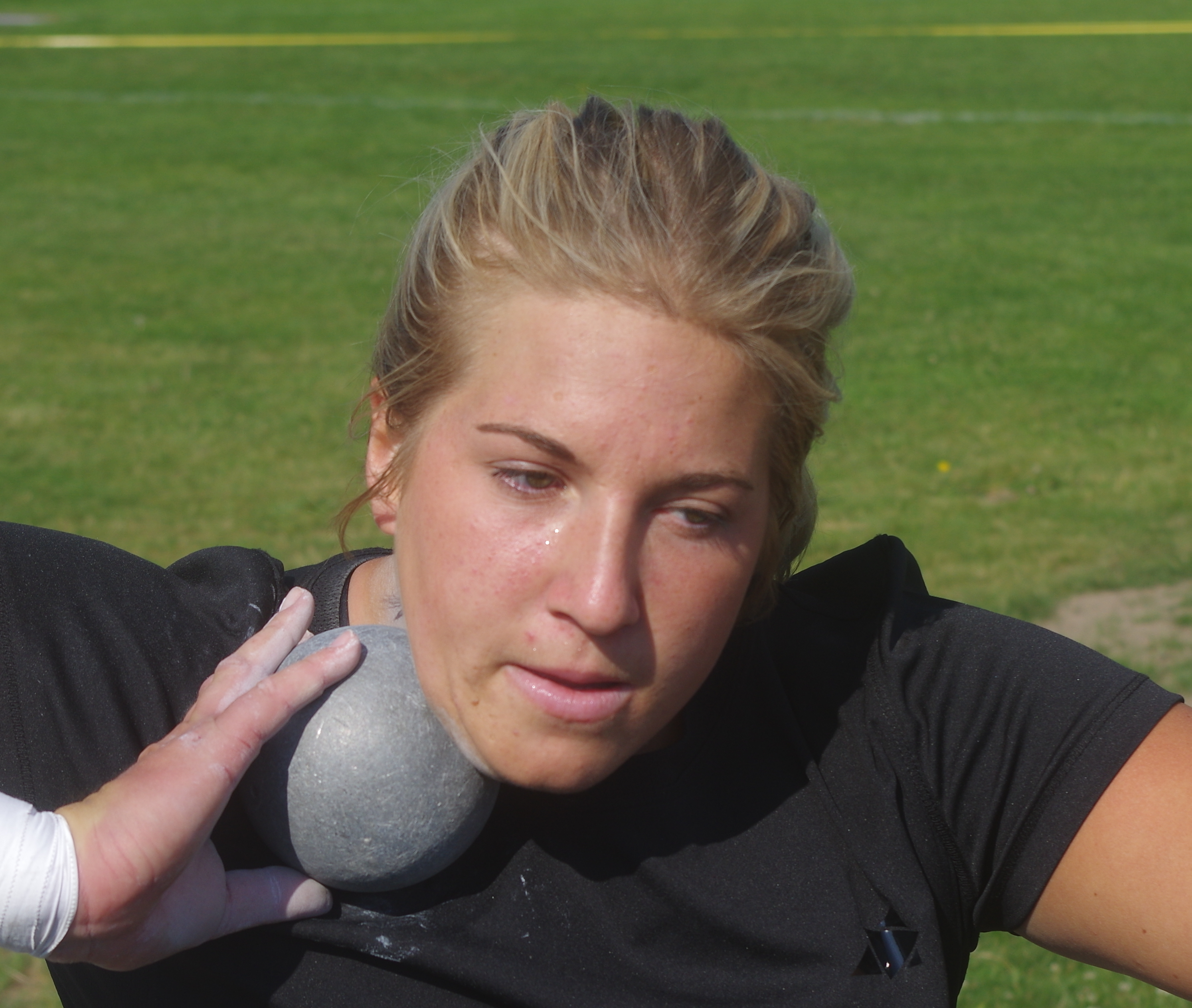
Fanny Roos kam auf den elften Platz

## Video
- Jamaican shot putter at 2022 World Athletics championships, youtube.com, abgerufen am 26. August 2022